# غلافيرا
غلافيرا أو جلافيرا ( باللغة اليونانية: Γλαφύρα) ولدت حوالي عام 35 قبل الميلاد وتوفيت حوالي 07 بعد الميلاد؛ كانت اناضولية من كبادوكيا و ملكة موريطنية بعد زواجها من الملك يوبا الثاني ارتبطت بالسلالة الهيرودية بعد زواجها الأول والثالث من ألكسندر بن هيرودس وهيرودس أرخيلاوس على التوالي 

## حياتها المبكرة
كالنت غلافيرا اميرة يونانية وارمينية وفارسية كان ابوها ارخيلاوس ملكا لكابادوكيا وكان لها اخ طبيعي واحد . كانت امها (( هيتيرة )) يرجح ان هذا اللفظ يعنى عاهرة  ولدت ونشأت في كابادوكيا. في عام 25 قبل الميلاد، أعطى الإمبراطور أغسطس لارخيلاوس مناطق إضافية للحكم، بما في ذلك ميناء إليوسا سيباستي، الذي أعاد أرخيلاوس تسميته تكريماً لأغسطس. استقرت العائلة المالكة هناك، وبنى أرخيلاوس مسكنًا ملكيًا وقصرًا على الجزيرة في المرفأ. حملت جلافيرا لقب «ابنة الملك» ، وهو اللقب الذي يعكس نسبها وولادتها العالية. كانت امرأة جذابة وديناميكية، ساحرة، مرغوبة، وقوة لا يستهان بها

## زواجها الأول
شجع اغسطس الزواج المختلط بين العائلات الحليفة لروما . كان الملك هيرودس الأول ملك مقاطعة الجليل يزوج ابنائه إلى اقربائه أو اشخاص موضوعيين . ايا كان . قرر الملك تزويج ابنه ألكسندر لاميرة اجبنية فتحالف مع ارخيلاوس عن طريق عقد قران بين الكسندر وغلافيرا
حوالي 18 إلى 17 قبل الميلاد . انعقد قرانهما في القدس و نالت غلافيرا مهرها . تم وصف علاقة الكسندر وغلافيرا بالعلاقة السعيدة . اعتنقت غلافيرا الديانة اليهودية بعد زواجها . و انجبت اميرين وهما تيغرانس والكسندر و فتاة لم يتم ذكر اسمها .
تسبب افتخار غلافيرا بنسبها العالي وانحدارها من سلالة ملوك مقدونيا وفارس في ظهور موجات كراهية تجاهها . سخرت من الاميرة سالومي و زوجات هيرود بسبب انجابهن القليل من الأطفال كما سخرت أيضا من الاميرة برنيس . الامر الذي جعل سالومي تنسج شائعات حول الكسندر وغلافيرا . و تسببت قلة شعبيتهما في تصديق ااشاعاعت واصبح كل ى من في البلاط الملكي يكرههما وصلت الاشاعات إلى الملك هيرودس الذي ظن انهم يتامرون عليه . و الذي اعدم ابنه الكسندر بعد استشارة أغسطس وقام باستجواب غلافيرا لمعرفة ولائها له من عدمه وفي النهاية اعادها إلى كابادوكيا . رغم وقوع هذه الحادثة بقيت العلاقات بيين المملكتين ودية

## الحياة بعد الكسندر وزواجها الثاني
توفي هيرودس سنة 4 قبل الميلاد . و سافر أبناء غلافيرا إلى مملكة كابادوكيا ليعيشوا مع والدتهم . ارتدوا عن الديانة اليهودية واعتنقوا الديانة الوثنية ( الديانة الإغريقية ) الا ان علاقتهم بالسلالة الهيرودية لم تنقطع.
في 2 قبل الميلاد إلى 2 بعد الميلاد قام الملك يوبا الثاني ملك مملكة موريطنية حليف الرومان بجولة في شرق المتوسط مع حفيد أغسطس غايوس قيصر . التقى فيها يوبا الثاني بغلافيرا [بحاجة لمصدر]وقعا في الحب وتزوجا حوالي سنة 6 بعد ميلاد المسيح . من المتوقع ان الزوجة الأولى للملك يوبا الثاني كليوباترا سيليني الثانية قد توفيت قبل 6 بعد الميلاد ( تم العثور على عملات معدنية لهذه الملكة حوالي عام 17 ما يعني ان فرضية زواج يوبا بغلافيرا في ظل وجود كليوباترا سيليني مطروحة . الا انها منبوذة اذ ان يوبا لثاني لم يمارس تعدد الزوجات على عكس والده يوبا الأول الذي عدد من قريناته . و هكذا أصبحت غلافيرا ملكة لموريطانيا . يذكر ان زواجها بيوبا كان قصيرا . لا وجود اثر لاسمها في نقوش شمال افريقيا ومع ذلك تم العثور على نقش شرف لها في أثينا يقول
Ή βουλή καί [ό δ]ήμος [Β]ασίλισσαν [Γλαφύραν] βασιλέω[ς] Άρχελάου θυγ[ατέρα], βασιλέως Ίόβ[α] γυναίκ[α άρε]τής έν[ε]κα.
تكرم عائلتي بول وديموس الملكة غلافيرا بنت ارخيلاوس وزوجة يوبا الثاني بسبب فضيلتها

## زواجها الثالث
خلال فترة زيجتها بالملك يوبا الثاني التقت ثانية بهيرودس ارخيلاوس ( الاخ غير الشقيق لزوجها الأول وحاكم منطقة الضفة الغربية (يهودا والسامرة) ) كان هيرودس ارخيلاوس ابن هيرودس الأول من زوجته الرابعة مالثاس وقعا في الحب وانتهى بهما الامر كزوجين . تطلقت غلافيرا من زوجها الثاني يوبا الأول . بينم طلق هيروس ارخيلاويس زوجته الأولى و ابنة عمه مريم .
كان زواج هيرودس ارخيلاوس من زوجة اخيه السابقة امرا غير مقبول في الشريعة اليهودية ما تسبب في فضيحة دينية كبرى في يهوذا وتم اعتبار الامر عملا غير اخلاقي . لم يكلل زواج غلافيرا وهيرودس ارخيلاوس بنهاية سعيدة على الإطلاق يزعم ان غلافيرا حلمت بزوجها السابق الكسندر يلومها في الحلم على عدم وفائها له فهي لم تعقد قرانا ثانيا وحسب . بل عادت إلى المملكة متزوجة بصهرها . اخبرها الكسندر انه ات وسياخذها معه كي تكون ملكا له إلى الابد . اخبرت غلافيرا اصدقاءها بما حلمت به وبعد يومين ماتت . بيعد وفاة غلافيرا تم نفي هيرودس ارخيلاوس إلى فيينا بسبب قساوته . من المؤكد ان وفاة غلافيرا ارضت نساء البلاط اليهودي